# Горев, Роман Юрьевич
Роман Юрьевич Горев (род. 8 апреля 1971, Красная Поляна, Кировская область) — советский и российский хоккеист, нападающий.

## Биография
Родился 4 августа 1971 года в Вятско-Полянском районе Кировской области. В 1974 году семья переехала в Набережные Челны. Начинал играть в хоккей в 25 школе, где базировались спортивные классы. Тренировался под руководством Александра Гембаха до конца седьмого класса. Переехал в спортинтернат Горького, тренер Игорь Чистовский.
В первенстве СССР дебютировал в сезоне 1989/90 в команде второй лиги «Кварц» (Бор), затем играл за СКА МВО. В сезоне 1991/92 играл в чемпионате СНГ за нижегородское «Торпедо». Сезоны 1993/94 — 1994/95 провёл в Северной Америке в командах «Провиденс Брюинз» (AHL), «Шарлотт Чекерс» и «Колумбус Чилл» (ECHL). Вернувшись в Россию, играл за ЦСКА (1995/96), «Ак Барс» (1995/96 — 1996/97). Летом 1997 сообщалось о повторном отъезде Горева в Северную Америку, но сезон он провёл в «Торпедо». Перед следующим сезоном перешёл в тольяттинскую «Ладу». Отыграв два сезона, вернулся в «Торпедо». С сезона 2001/02, не подойдя новокузнецкому «Металлургу», вновь в «Ладе». По ходу сезона 2002/03 перешёл в петербургский СКА, в декабре 2003 был переведён в «СКА-2». В том же сезоне играл за шведский «Оскарсхамн». Сезон 2004/05 провёл в «Южном Урале» Орск. В сентябре 2005 перешёл в чешский «Всетин». Затем провёл два матча за белорусский «Юниор» Минск и перешёл в «Челны», где завершил карьеру в 2008 году в качестве играющего тренера.